# Cynorta gamma
Cynorta gamma is een hooiwagen uit de familie Cosmetidae.